# Torres Vedras
Torres Vedras ('toʁɨʃ 'vɛdɾɐʃ) è una città e un comune portoghese di 72 250 abitanti situato nel distretto di Lisbona.
Fa parte della regione detta Estremadura, così denominata perché, quando nella prima fase della Reconquista furono ripresi agli Arabi i territori a nord di Lisbona, era l'"estremità" del Regno del Portucale.
A Torres Vedras si ritirò il generale francese Jean-Andoche Junot a seguito della sconfitta appena subita a Vimeiro (20 agosto 1808), da parte delle truppe anglo-portoghesi comandate da sir Arthur Wellesley (futuro duca di Wellington).
Torres Vedras è inoltre ricordata per la sconfitta subita nel 1810 dalle truppe napoleoniche del maresciallo Masséna ad opera degli anglo-portoghesi comandati dallo stesso Wellesley, che organizzò le linhas de Torres Vedras, fortificazioni a difesa di Lisbona. Attualmente Torres Vedras è un importante centro di produzione vinicola. Notevole la chiesa di São Pedro con portale manuelino e azulejos dei secoli XVI-XVII. A 3 km ad ovest della città ci sono gli scavi del Castro do Zambujal.

## Società

### Evoluzione demografica
| Popolazione di Torres Vedras (1801 – 2004) | Popolazione di Torres Vedras (1801 – 2004) | Popolazione di Torres Vedras (1801 – 2004) | Popolazione di Torres Vedras (1801 – 2004) | Popolazione di Torres Vedras (1801 – 2004) | Popolazione di Torres Vedras (1801 – 2004) | Popolazione di Torres Vedras (1801 – 2004) | Popolazione di Torres Vedras (1801 – 2004) | Popolazione di Torres Vedras (1801 – 2004) |
| ------------------------------------------ | ------------------------------------------ | ------------------------------------------ | ------------------------------------------ | ------------------------------------------ | ------------------------------------------ | ------------------------------------------ | ------------------------------------------ | ------------------------------------------ |
| 1801                                       | 1849                                       | 1900                                       | 1930                                       | 1960                                       | 1981                                       | 1991                                       | 2001                                       | 2004                                       |
| 17 244                                     | 15 021                                     | 35 726                                     | 47 917                                     | 58 837                                     | 65 039                                     | 67 185                                     | 72 250                                     | 75 494                                     |

## Freguesias
- A-dos-Cunhados
- Campelos
- Carmões
- Carvoeira
- Dois Portos
- Freiria
- Maceira
- Matacães
- Maxial
- Monte Redondo
- Outeiro da Cabeça
- Ponte do Rol
- Ramalhal
- Runa
- Santa Maria do Castelo e São Miguel
- São Pedro da Cadeira
- São Pedro e Santiago
- Silveira
- Turcifal
- Ventosa